# شعب براهوي

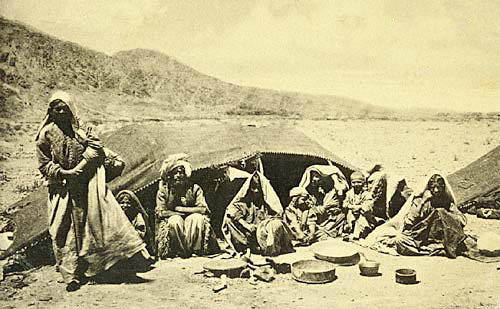

شعب براهوي هم مجموعة عرقية تتألف من نحو 2.2 مليون فرد، توجد الغالبية العظمى منهم في بلوشستان، باكستان. توجد أعداد صغيرة منهم أيضًا في أفغانستان وإيران، حيث هم شعوبٌ أصلية، لكن يمكن إيجادهم متفرقين في دول شرق أوسطية أخرى. يحتلون بشكل رئيسي المنطقة في بلوشستان من بولان مرورًا بتلال بولان إلى رأس مواري على بحر العرب، فاصلين بين شعب بلوخستان غربًا والشعب السندي في السند شرقًا. ينتمي جميع البراهويين تقريبًا إلى الإسلام السنة. يتنوع استخدام أنماط اللغة عبر البراهويين: تتحدث بعض المجموعات الأصيلة لغة درافيديان براهوي، وبعضهم ثنائيو اللغة يتكلمون البلوشية والبراهوية، بينما لا يتحدث الآخرون سوى البلوشي.

## الأصول
أفضت حقيقة وجود لغات درافيدية أخرى خارج جنوب الهند إلى تكهنات عديدة حول أصول شعب البراهوي. هناك ثلاثة فرضيات تتعلق بالبراهوية اقترحها أكاديميون.
تطرح نظرية الأولى أن البراهويين هم بقايا من الدرافيديين، محاطون بمتحدثي اللغات الهندو-إيرانية، الذين بقوا منذ الوقت الذي كان فيه الدرافيديون أكثر انتشارًا.
النظرية الثانية هي أنهم هاجروا إلى بلوشستان من داخل الهند خلال الفترة الأولى للإسلام في القرن الثالث أو الرابع عشر.
تقول النظرية الثالثة أن شعب البراهوي هاجر إلى بلوشستان من وسط الهند بعد 1000عام  ميلادية.

يدعم غياب أي نفوذ إيراني قديم في براهوي الفرضية الأخيرة. إن المساهم الإيراني الأكبر في مفردات اللغة البراهوية هي لغة شمال غرب إيران، البلوشية، والسندية واللغة الجنوبية الشرقية الإيرانية، الباشتو. إلا أن شعب براهوي لا يملك تقاربًا جينيًا أكبر مع الدرافيديين في الهند مقارنة بالباكستانيين الهندو إيرانيين المجاورين. يخلص باغاني وآخرين إلى أن هذا يظهر أن شعب براهوي، على الرغم من حديثه اللغة الدرافيدية، قد حل محلّ المكوّن الجيني الدرفيدي بالكامل متحدثون للهندو إيرانية، مما يشير إلى أن شعب براهوي منحدر من شعب ضامر استبدلت جيناته عندما وصل المزيد من المتحدثين الهندو إيرانيين إلى جنوب آسيا. غير أن النتائج اللغوية والتاريخ الشفهي لشعب براهوي تطرح خلاف ذلك.
ينبثق تاريخ شعب براهوي من ظلام دامس مع نزوح سلالة هندوسية غامضة في قلات تدعى سيوا على يد الميرواني براهويس. هناك فترة مغول الهند ثم ظهور البراهوي مرة أخرى.
_ موراي بارنسون إمينو، اللغة والمنطقة اللغوية: الصفحة 334
يقال إن سلالة هندوسية، تدعى سيوا، حكمت هذا الجزء من البلاد قبل القرن السابع، لا تزال تدعى قلات بـ (قلا سيوا).

## اللغة
لغة براهوي هي لغة درافيدية، على الرغم من بعدها الكبير عن جنوب الهند. يُتحدث بها أساسًا في مناطق قلات في بلوشستان، باكستان، وجنوبي أفغانستان، فضلًا عن عدد قليل جدًا في دول الخليج العربي، وتركمانستان، بالإضافة إلى بلوشستان الإيرانية. تملك اللغة ثلاث لهجات، السروانية (رائجة في الشمال)، والجلوانية (رائجة في الجنوب الشرقي)، والشاغية (رائجة في الشمال الغربي والغرب). يشير إصدار عام 2013 من تقرير علم الأعراق  إلى وجود 4.2 مليون متحدث؛ يعيش 4 ملايين منهم في باكستان، معظمهم في مقاطعة بلوشستان. نظرًا لانفرادها، لا تتجاوز مفردات البراهوية 15% من الدرافيدية، بينما تهيمن البلوشية على البقية، ولغات هندو آرية (مثل أسماء الأعداد من «واحد» إلى «تسعة»، من «أربعة» إلى «عشرة» مستعارة من الفارسية). تكتب البراهوية عامةً بالخط العربي الفارسي، حتى أن هناك أبجدية لاتينية طوّرت لاستخدامها مع البراهوية.

### اللهجات
كل من قلات وجلوان وسروان هي لهجات موجودة.
في الوقت الحاضر، تُستخدم البراهوية كلغة محادثة في بلوشستان بباكستان، وأفغانستان، وتركمانستان، والسند، والدول العربية في الخليج العربي.